# Jarne Heylen
Jarne Heylen (Retie, 15 november 2006) is een Vlaams (jeugd)acteur. Hij is vooral gekend voor zijn hoofdrol als Brian in Zomervacht (Summer Brother) van Joren Molter naar het gelijknamige boek van Jaap Robben.

## Biografie
Jarne kreeg zijn eerste ervaring op een filmset als zesjarige jongen in Ay Ramon! van Stijn Coninx. Daarna speelde hij mee in een aantal Vlaamse series zoals Vermist, Chaussée d'Amour en Gent-West. In Spitsbroers speelde hij Rupert Suply, een jongen die via Make a wish mag meetrainen. Hij deed ook gastoptredens in Allemaal Chris, Wat Als? en Glad IJs en speelde in een aantal kortfilms. In 2018 speelde hij de hoofdrol van Noah in de gelijknamige kortfilm Noah over een jongen met een kinderdepressie.
Heylen speelde de hoofdrol van Brian in de speelfilm Zomervacht (2023). De opnames hadden plaats in de zomer van 2022 en de film ging in september 2023 in première tijdens het Nederlandse Film Festival in Utrecht. Hij kreeg voor zijn vertolking een speciale vermelding van de jury op het Transilvania International Film Festival.

## Prijzen
- 2024: Transilvania International Film Festival: Special Jury Mention, Zomervacht (Summer Brother)